# 执法先锋之X档案篇
《执法先锋之档案篇》（英語：X-Cops）是美国科幻电视剧《X档案》第七季第12集，于2000年2月20日通过福克斯电视网在美国首播。节目由迈克尔··沃特金斯导演，文斯·吉里根编剧，属“每周怪物”系列作品，同主线剧情的层层谜团没有联系。本集首播的尼尔森家庭收视比率为9.7，约有1656万户观众收看。节目获得评论员的普遍好评，其中大部分称赞剧中的幽默和独特表现风格，是许多评论家眼中《档案》有数的优秀分集。
联邦调查局幹員福克斯·穆德和丹娜·斯嘉丽受命调查人称“档案”的悬案，这些案件大多同超自然现象有关。穆德相信有超自然现象存在，但斯嘉丽对此抱怀疑态度，希望能证明实情并非如此，两人逐渐成为好友。穆德和斯嘉丽在本集调查档案期间介入福克斯电视网真人实境电视剧《执法先锋》，穆德认为案件涉及狼人，经过调查后发现怪物能够变成他人最害怕事物的实体。穆德对参与国家电视节目非常兴奋，但斯嘉丽感到很厌烦。
《执法先锋之档案篇》是《档案》与《执法先锋》的跨界作品，也是《档案》仅有的两部实时分集之一，剧中各情节时间与观众体验一致。吉里根非常喜欢《执法先锋》，故而荫生创作本集剧本的想法，他多次向《档案》主创人克里斯·卡特及编剧组提出设想，但众人反响褒贬不一；剧组感觉《档案》的故事已经讲得差不多，或许会在第七季结束后停拍，所以开绿灯同意吉里根的实验。《执法先锋之档案篇》遵循《执法先锋》的摄制风格，该剧多位演员参加本集演出，自始至终都用录影带摄制。学术评论重点分析节目的后现代主义和实时电视节目风格。

## 剧情
节目采用《执法先锋》（Cops (TV series)）风格开场及片头字幕，并沿用主题歌《坏小子》（Bad Boys）。洛杉矶县警长办公室副警长基思·韦策尔（Keith Wetzel，贾德森·米尔斯饰）身边跟着《执法先锋》摄制组，正在虚构洛杉矶犯罪高发社区柳园（Willow Park）拜访报案称有怪物的格雷罗夫人（Mrs. Guererro，佩拉·沃尔特饰）。韦策尔满以为“怪物”不过是狗之类动物并追踪到街角，但马上尖叫着往回跑，一边叫大家快逃。众人跑进警车，但还没开动就被镜头上未能拍到的某种生物掀翻。
警队支援抵达现场发现受伤的副警长，韦策尔声称遇到黑帮团伙。众警员很快发现并包围福克斯·穆德（Fox Mulder，大卫·杜考夫尼饰）和丹娜·斯嘉丽（Dana Scully，吉莲·安德森饰），以为他们就是嫌犯。两人自证是联邦调查局特工，声称正调查上次满月时在此杀害一名男子的狼人，穆德还称狼人只在夜晚现身。斯嘉丽对一直在周围打转的《执法先锋》摄制组感到厌烦，但穆德显然对有机会向全国电视观众证明超自然现象充满热情。特工和警察向格雷罗夫人提问，并请她向索描画家瑞奇（Ricky，所罗门·艾弗索尔饰）描述怪物长相。出乎穆德意料的是，格雷罗口中的怪物不是狼人，而是恐惧片中的恶魔弗莱迪·克鲁格。瑞奇对独自一人呆在这么危险的地方感到害怕，其他人不久就发现他胸口被划得稀烂的尸体。穆德和斯嘉丽在现场发现粉红色指甲，但目击证人史蒂夫（Steve，··史密斯饰）和艾迪（Edy，柯蒂斯·饰）都没看见凶手，从两人说法来看，凶手似乎还能隐形。斯嘉丽拿出粉红色指甲，两人认出这是妓女尚塔拉·戈麦斯（Chantara Gomez，玛丽亚·塞莱多尼奥饰）的东西。
众人找到尚塔拉，镜头给她脸部打上马赛克。尚塔拉称是她的皮条客杀害瑞奇，担心会被灭口，请求保护。穆德和斯嘉丽让韦策尔看住尚塔拉，两人协助警方突袭毒品作坊。韦策尔突然在外惊呼遇到怪物并持续开火，特工在警车内发现尚塔拉被扭断脖子的尸体。韦策尔自称看到儿时哥哥吓嘘他时所说的“黄蜂人”（wasp man）。其他警员怀疑韦策尔没有说实话，但穆德找到扁平的子弹，说明副警长的确开枪打中目标，但仍无法确定目标到底是什么。穆德认为，凶手能够变幻形态，行凶时会变成受害人最害怕的东西。韦策尔、瑞奇和尚塔拉遇到怪物前不久都很害怕，而且只有他们能看到凶手模样。众人推测住在瑞奇遇害点附近的同性恋情侣史蒂夫和艾迪会成为下一个目标并前往解救，但却发现两人正在吵架。艾迪声称她最害怕的就是和史蒂夫分离，两人重归于好。穆德据此推断，怪物只针对害怕某种实体的人。
穆德估计，怪物实体会像传染病一样通过受害人传播，斯嘉利为此在太平间为尚塔拉验尸。在此期间，验尸官助理（塔拉·卡拉西安饰）表示很害怕汉他病毒爆发，结果马上就感染病毒致死。穆德与斯嘉丽交流时想到，怪物会再度找上韦策尔。两人和其他警察赶回毒品作坊，发现韦策尔已经受伤，并被怪物困在楼上房间。穆德和斯嘉丽无法冲入解救，但怪物在黎明来临时消失，没有杀死目标。案件告一段落后，斯嘉丽对穆德未能像之前期望的那样向全国电视观众证实超自然现象表示遗憾，但穆德并未气餒，称一切均取决于节目组如何剪辑素材。

## 制作

### 构想和编剧

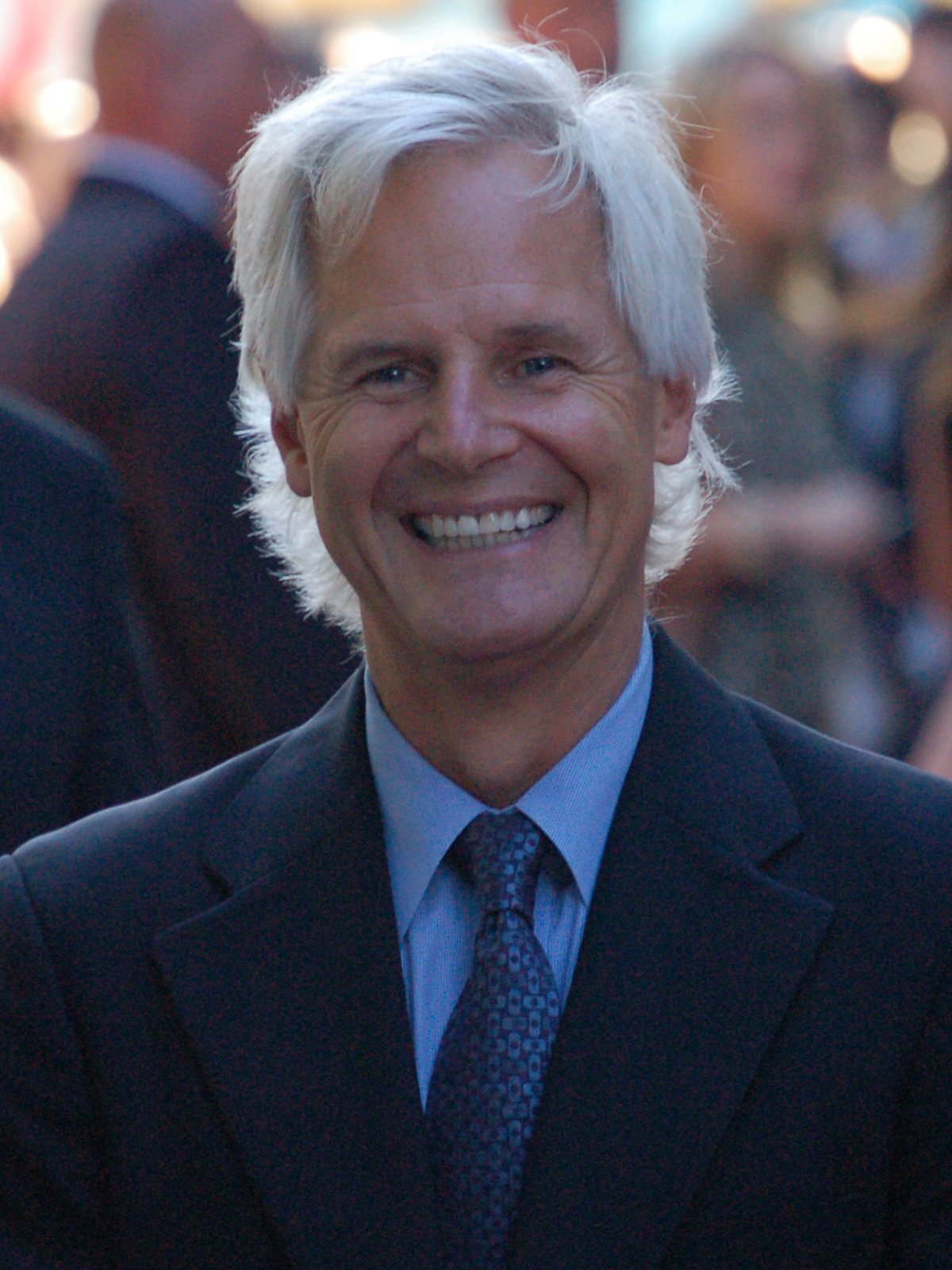
《执法先锋之X档案篇》的构想曾被多次否决，最终《X档案》主创人克里斯·卡特（图）同意在第七季采用

文斯·吉里根非常喜欢福克斯电视网的《执法先锋》，甚至認為该剧堪称“美洲文化大餐”，并在《档案》第四季播映期间向主创人克里斯·卡特及编剧组提出跨界作品构想，但卡特认为吉里根的设想很“愚蠢”。编剧兼制作人弗兰克·斯波特尼兹（Frank Spotnitz）看法相同，同时更反感吉里根改用录影带而非电影胶片拍摄的提议。制作组认为使用电影胶片拍摄更能产生恐惧感，斯波特尼兹担心完全采用录像带拍摄风险太大，因为内容根本无法剪辑。但《档案》进入第七季后，卡特选择让步。许多评论员和剧迷一度错误地以为该剧会随第七季一起结束，卡特当时也觉得节目即将终结，同时吉里根的构想颇具潜力，决定放行。对此吉里根表示：“播出时间越长，风险越大。我们想要尽量保持节目的新鲜感……估计（卡特）也是这么想”。《执法先锋之档案篇》已经不是吉里根首度尝试创作《档案》跨界分集，他曾于近三年以《未解之谜》（Unsolved Mysteries）节目形式写出剧本，穆德和斯嘉丽都由其他演员诠释，主持人罗伯特·斯塔克（Robert Stack）解说。构想最终没有落实，经改写成为第五季第12集《新版吸血鬼》（Bad Blood）。
据吉里根透露，《执法先锋之档案篇》中的穆德和斯嘉丽需亮相全国联播电视节目，所以要确保观众看不到怪物，只能“暗示”它存在。他和其他编剧借鉴1999年心理恐怖片《女巫布莱尔》的手法，确保怪物出现时间尽可能少，但剧情依然恐怖。导演迈克尔··沃特金斯（Michael W. Watkins）请来多位现实生活中的副警长担任群众演员，选角导演里克·米利坎（Rick Milikan）对此表示，剧组需要他们来确保剧中警察的常规现场交流真实可信。节目中突袭毒品作坊的桥段是由真正的特种武器和战术部队破门而入。贾德森·米尔斯事后称，现场工作的摄影师很少，而且节目摄制的手法特殊，所以“人们看起来真以为我们是警察。我看到别的警察朝我们挥手或是打出其他交流信号，就像真正的警察交流时那样。这真的很有意思。”

### 摄制和后期制作
《执法先锋之档案篇》是在加利福尼亚州威尼斯和长滩取景。《执法先锋》剧组对跨界节目提议很感兴趣并全面配合，吉里根还前往《执法先锋》拍摄现场参观。沃特金斯从《执法先锋》汲取灵感，因此《执法先锋之档案篇》的摄制风格在《档案》分集中独树一帜，部分场景甚至是他亲自摄制。为确保最终拍出来的效果更显真实，导演除邀请《执法先锋》摄影师贝塔曼·范·蒙斯特（Bertram van Munster）协助拍摄外，还请该剧另外两名剧组成员丹尼尔·埃米特（Daniel Emmet）和约翰·迈克尔·沃恩（John Michael Vaughn）参与高潮戏段制作。沃特金斯在彩排时将镜头移开，这样开始录像时，摄影师就不能马上对准镜头角度和焦距，营造电视纪录片般的“脱稿”感。此外，剧组还请《执法先锋》的剪辑师参与后期制作，将剧中那些无辜旁观者的脸模糊处理，这也是《执法先锋》的标志。
除《执法先锋之档案篇》外，《档案》仅有第六季的《百慕大惊魂》同样采用实时风格，剧中各情节时间与观众体验一致。受制作日程影响，本集的拍摄成本很低，摄制和制作速度非常快。演员起初很不习惯真实电影拍摄风格，所以前几天每组镜头都要当机几次，之后情况逐渐改善，后来只需两小时就拍完三页半剧本。相比之下，《档案》其他分集平均每天只能拍完三到四页剧本。沃特金斯和米尔斯觉得拍摄过程就像剧院现场演出，沃特金斯称：“一定程度而言，我们就像在戏院演出，每场戏都只需一次或两次就能完成”。安德森也表示演出过程十分有趣，自称最喜欢的戏码就是“斯嘉丽对摄制组感到恼火”。她还称，为了让演出比平常拍电视时更显真实，演员需要一些调整，这样的调整过程对她来说很有意思。
虽然摄制风格确保情节看似实时发生，但节目依然有多处采用特技摄影和特效。片头警车被怪物掀翻的镜头就采用特殊剪辑手法将贾德森·米尔斯和特技演员替换。《档案》其他分集大多需要剪辑800至1200次，但本集仅需45次。吉里根和福克斯电视网在节目后期制作时发生小分歧，吉里根希望本集播映期间不要出现《档案》商标，让节目看起来更像“穆德和斯嘉丽参加演出的《执法先锋》分集”。但福克斯担心此举会导致观众不知道这实际上还是《档案》分集，所以不接受吉里根的要求。最终双方达成妥协：节目开头是《执法先锋》的主题歌，片头过后再出现《档案》的制作信息字幕。剧中还依照《执法先锋》风格加入短暂的《档案》全屏商标画面，商标也像《执法先锋》一样有红蓝光芒闪动，背景中的人物对话等音频不受影响。此外，节目开头附有免责声明，告诉观众本集是《档案》特别节目，以免大家以为“本周的《档案》（时段）已被《执法先锋》抢占”。

## 主题
基思·布克（M. Keith Booker）等评论家认为，《执法先锋之档案篇》证明《档案》已经在朝后现代主义思想流派发展。据《牛津英语词典》解释，“后现代主义”属“艺术风格和概念”，代表“沿用早期风格和惯例时自觉融合其他艺术风格和媒体”。布克认为，本集将《档案》与《执法先锋》融合之举就是对现代美国文化的累积和总结，是《档案》 后现代主义风格的标志。另有评论认为，节目表明剧组很清楚《档案》在虚构电视节目中的地位。
杰里米·巴特勒（Jeremy Butler）的著作《电视风格》（Television Style）指出，本集与其他许多寻获佚失影片类电影和电视节目一样，表明那些所谓的“电视直播”同样是已经编排的节目。虽然节目表现出“自我意识”、自我约束和幽默，实时摄制风格也令本集更显真实，但《执法先锋之档案篇》归根究底依然是超现实风格作品。剧中几乎完全没有配乐，令现实感更强，除《档案》主题音乐外，本集没有任何马克·斯诺（Mark Snow）创作的配乐。
莎拉·史帝高（Sarah Stegall）认为，《执法先锋之档案篇》由两个相互独立的层面组成。表面是纯粹的恶搞，摹拟《档案》和《执法先锋》两种风格；另一层面则是“严肃对待科学验证”。剧中穆德想要让镜头拍到怪物，向全国观众证明超自然现象。但所有证人的叙述都不可靠：有“药物治疗史”的拉美裔女子、非裔同性恋“戏精”、吸毒的妓女、“恐惧至极的太平间工作人员”，以及副警长韦策尔。史蒂高指出，这些“证人”均因自身存在的各种原因导致证词不够可靠，更不可能说服“冷静的中产阶段社会”。本集自始至终唯一可靠的证据来自摄像机，对此史蒂高表示：“摄像机始终没有拍到怪物，这十分可疑”。此外，她认为穆德在剧中最怕找不到凶手，他不但没有找到任何超自然现象存在的证据，也没能在全国直播的电视观众面前破案。

## 播映和反响
《执法先锋之档案篇》于2000年2月20日通过福克斯电视网在美国首播，再于同年6月4日经天空第一台首度向英国播映。节目在美国共吸引1656万户观众收看，尼尔森家庭收视比率为9.7/14，代表所有装有电视的家庭中有9.7%观看本集，同时所有当时在看电视的观众则有14%选择《执法先锋之档案篇》，在第七季所有分集中排第二，仅次于第一集《第六次大灭绝》（The Sixth Extinction）。节目在英国共有85万观众收看，在天空第一台该周所有节目中排第三。2003年5月13日，《执法先锋之档案篇》与第七季其他分集共同发布套装。

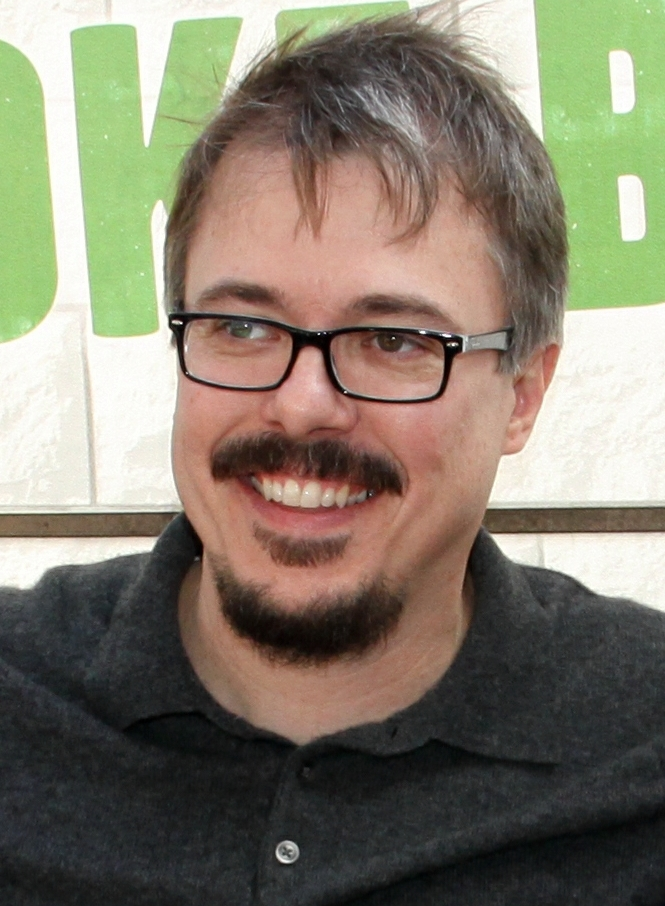
《执法先锋之X档案篇》由文斯·吉里根（图）编剧，获评论界普遍好评，大部分文章称赞剧中的幽默和独特表现风格。

本集播出后获得普遍好评，但也有少数评论批评节目卖弄噱头。埃里克·明克（Eric Mink）在《纽约每日新闻》发文，称赞《执法先锋之档案篇》“够俏皮”、“够聪明”。《橙县纪事报》（The Orange County Register）刊登金尼·利特菲尔德（Kinney Littlefield）的评论，表扬本集在节目第七季独树一帜，用事实证明《档案》 宝刀未老。史蒂高在文中赞扬编剧吉里根，称他制作的《档案》分集依然最为亮眼，堪称品质保证。汤姆·凯塞尼奇（Tom Kessenich）在2002年的著作中同样认可本集表现，是“充满乐趣的60分钟”，也是第七季“娱乐效果非常出众的分集”。“数字痴谜”（Digitally Obsessed）网站的里奇·罗瑟尔（Rich Rosell）打出满分。在他看来，有些人可能认为这只是噱头，但让穆德和斯嘉丽参与恶搞《执法先锋》的构想堪称天才。不过，网站的肯尼斯·西尔伯（Kenneth Silber）对节目评价不佳，觉得特工和警察在洛杉矶最黑暗的街头反复奔走，追踪根本看不见也让人不感兴趣的怪物，只会让人感到徒劳和厌烦。仿福克斯电视剧《执法先锋》的制作手法只能产生短暂的新鲜感，对剧情和幽默没有意义。
罗伯特·希尔曼（Robert Shearman）和拉尔斯·皮尔森（Lars Pearson）的著作《希望相信：档案批判指南，千禧年与孤胆枪手》（Wanting to Believe: A Critical Guide to The X-Files, Millennium & The Lone Gunmen）给予节目四星好评（最高五星），称赞本集“风趣、巧妙，而且的确很吓人”。两人认可剧中的伪纪录片风格，将节目与《女巫布莱尔》相提并论。《影音俱乐部》刊登扎克·汉德伦（Zack Handlen）的评论，给予本集“A–”（最高“+”）好评，赞扬节目“机智而富创意，有时还很吓人”。在他看来，《执法先锋之档案篇》属《档案》后期的“噱头分集”，与最后几季《豪斯医生》类似，不过《豪斯医生》已经完全靠噱头支撑，而《执法先锋之档案篇》的制作团队或许有些缺乏创新，但依然有足够创意确保观众满意。此外，汉德伦感觉节目对《执法先锋》风格的借鉴已经做到极致，里面有大量幽默、惊艳或两者兼具的场景。
《执法先锋之档案篇》播映后多次登上《档案》分集排行榜。《蒙特利尔宪报》将本集在全剧所有分集中排第八，称节目推动电视剧达到后现代主义高度。罗伯·布里肯（Rob Bricken）在无上装机器人（Topless Robot）网站发文评选《档案》最搞笑分集，本集排名第五，明星脉动网（Starpulse）则将节目评为全剧最好笑分集，甚至“有可能是电视史上最有趣的节目”。评选“档案11大怪物”，本集能根据受害人恐惧变身、而且其他人都看不见的幽灵入选。杂志的纳林·巴哈尔（Narin Bahar）评选“最佳科幻电视伪纪录片”，《执法先锋之档案篇》榜上有名，称无论观众将它看作事实和虚构的后现代式巧妙融合，还是福克斯电视网两大电视节目的无耻跨界宣传，都能在剧中找到许多《执法先锋》的影子。巴哈尔为两部电视剧的凝聚喝彩，在他看来，对于熟悉相关电视剧和电影的观众而言，剧中老太太恐惧至极地控诉遭弗莱迪·克鲁格追杀的情节堪称最佳笑点。

### 脚注
1. 1 2  The X-Files: The Complete Seventh Season-booklet & 20th Century Fox Home Entertainment.
2. ↑  The X-Files, Season 7 & iTunes Store.
3. 1 2 3 4 5  Shapiro (2000) pp. 141–52.
4. 1 2 3 4 5 6 7 8  Shapiro (2000) p. 152.
5. 1 2 3 4 5 6 7 8 9  Persons 2000，第28–29頁.
6. 1 2 3 4 5  Hurwitz and Knowles (2008), p. 179.
7. 1 2  Mink 2000.
8. ↑  Pergament 1999.
9. ↑  Meisler (1999) p. 170.
10. 1 2 3 4 5 6  Shapiro (2000), p. 153.
11. ↑  The Truth About Season Six, The X-Files: The Complete Sixth Season & 20th Century Fox Home Entertainment.
12. 1 2  Booker (2002), p. 125.
13. ↑  Definition of postmodernism, Oxford English Dictionary & Oxford University Press.
14. ↑  Leslie-McCarthy (2007), p. 146.
15. ↑  Butler (2012), p. 150.
16. ↑  Friedman (2002), p. 22.
17. ↑  Sipos (2010), p. 237.
18. 1 2 3 4 5 6  Stegall 2000.
19. ↑  Shapiro (2000), p. 281.
20. ↑  BARB's multichannel top 10 programmes & Broadcasters' Audience Research Board.
21. ↑  The X-Files: The Complete Seventh Season-DVD & 20th Century Fox Home Entertainment.
22. ↑  Littlefield 2000.
23. ↑  Kessenich (2002), p. 113.
24. ↑  Rosell 2003.
25. ↑  Silber 2000.
26. 1 2 3  Shearman and Pearson (2009), pp. 216–17.
27. 1 2 3  Handlen 2013.
28. ↑  Top Drawer Files: The Best Stand-Alone X-Files Episodes, The Gazette & Postmedia Network.
29. ↑  Bricken 2009.
30. ↑  Payne 2008.
31. ↑  Top 11 X-Files Monsters, UGO Networks & IGN Entertainment.
32. 1 2  Bahar 2011.

### 书籍和期刊
- Booker, M. Keith. . Santa Barbara, CA: Greenwood Publishing Group. 2002. ISBN 9780313323737.
- Butler, Jeremy. . Abingdon-on-Thames, UK: Taylor & Francis. 2012. ISBN 9780415965118.
- Friedman, James. . New Brunswick, NJ: Rutgers University Press. 2002  [2020-08-13]. ISBN 9780813529899.
- Hurwitz, Matt; Knowles, Chris. . San Rafael, CA: Insight Editions. 2008. ISBN 9781933784724.
- Kessenich, Tom. . Bloomington, IN: Trafford Publishing. 2002  [2020-08-13]. ISBN 9781553698128.
- Leslie-McCarthy, Sage. . Yang, Sharon  (编). . Cambridge, UK: Cambridge Scholars Publishing. 2007. ISBN 9781847182395.
- Meisler, Andy. . New York City, NY: HarperCollins. 1999  [2020-08-13]. ISBN 9780061073090.
- Shapiro, Marc. . Harper Prism. 2000  [2020-07-26]. ISBN 9780061076114.
- Shearman, Robert; Pearson, Lars. . Des Moines, IA: Mad Norwegian Press. 2009. ISBN 9780975944691.
- Sipos, Thomas. . Jefferson, NC: McFarland. 2010. ISBN 9780786449729.
- Persons, Dan. . CFQ. 2000-10, 32 (3): 28–29.

### 网页、报纸和家用媒体
- . iTunes Store. Apple.   [2020-08-13]. （原始内容存档于2019-08-20）.
- (booklet). Kim Manners, et al. 20th Century Fox Home Entertainment.  [1999–2000].
- Mink, Eric. . Daily News (Mortimer Zuckerman). 2000-02-12  [2020-08-13]. （原始内容存档于2019-04-02）.
- Pergament, Alan. . The Buffalo News (Berkshire Hathaway). 1999-01-18  [2020-08-13]. （原始内容存档于2016-05-05）.
- Carter, Chris.  (DVD). The X-Files: The Complete Sixth Season: 20th Century Fox Home Entertainment. 1999.
- . UGO Networks. IGN Entertainment. 2008-07-21  [2011-07-14]. （原始内容存档于2011-07-14）.
- Bahar, Narin. . SFX (Future Publishing). 2011-09-24  [2020-08-13]. （原始内容存档于2018-02-04）.
- Payne, Andrew. . Starpulse. 2008-07-25  [2015-11-25]. （原始内容存档于2015-11-25）.
- Bricken, Rob. . Topless Robot. Village Voice Media. 2009-10-13  [2020-08-13]. （原始内容存档于2015-10-01）.
- . The Gazette (Postmedia Network). 2008-07-25  [2016-03-03]. （原始内容存档于2016-03-03）.
- . Oxford English Dictionary. Oxford University Press.   [2016-09-11]. （原始内容存档于2016-09-11）.
- Rosell, Rich. . DigitallyObsessed. 2003-07-27  [2020-08-13]. （原始内容存档于2020-05-29）.
- Silber, Kenneth. . Space.com. 2000-07-23  [2008-10-21]. （原始内容存档于2008-10-21）.
- Littlefield, Kinney. . The Orange County Register (Freedom Communications). 2000-04-07  [2012-07-30]. （原始内容存档于2012-07-30）.
- Stegall, Sarah. . The Munchkyn Zone. 2000  [2013-08-24]. （原始内容存档于2013-08-24）.
- Kim Manners et al.  (DVD). 20th Century Fox Home Entertainment. 2006. （原始内容存档于2016-03-06）. （页面存档备份，存于）
- Handlen, Zack. . The A.V. Club. The Onion. 2013-01-12  [2020-08-13]. （原始内容存档于2019-11-16）.
- . Broadcasters' Audience Research Board.   [2020-08-13]. （原始内容存档于2021-02-17）.说明：需在右侧从上至下依次选择“2000”年、（六月）、“29  - 4 ”（5月29日至6月4日），左侧选择Sky 1后点按钮。